# Nederlands-Indische Spoorweg Maatschappij
De Nederlands(ch)-Indische Spoorweg Maatschappij (NISM) is een opgeheven spoorwegmaatschappij in voormalig Nederlands-Indië. De afkorting waaronder de maatschappij bekend is, is NIS of soms ook NISM.
Haar hoofdkantoor dateert van 1902 en was gevestigd in Semarang in een markant pand, dat de bijnaam draagt "het huis met 1000 deuren" (Lawang Sewu). Dit pand is in 2009 gerestaureerd. In Nederland had ze ook een kantoor in Den Haag (tegenwoordig Zuid-Afrikaanse ambassade).
De maatschappij werd op 27 augustus 1863 opgericht, omdat ze op 28 augustus 1862 een concessie had verkregen van de gouverneur-generaal van Nederlands-Indië voor het traject Semarang – Jogjakarta.
Haar eerste lijn was in 1867 van Semarang naar Tanggung. In 1873 werd het eerste echte spoorwegnet in Nederlands-Indië in gebruik genomen en dat was van deze particuliere maatschappij in Midden-Java. Het liep van Semarang verder via Surakarta naar Jogjakarta en bedroeg destijds 205 kilometer. De zijlijn Kedungjati naar het plaatsje Willem I werd in datzelfde jaar in gebruik genomen. Tevens werd het 56 kilometer lange traject van Batavia naar Buitenzorg geopend in 1873. In de loop der jaren werden deze trajecten verder uitgebouwd (o.a. naar Bandoeng en Soerabaja).
Ze vervoerde zowel reizigers als goederen. In 1928 vervoerde ze 13,8 miljoen reizigers.
Haar onderhoudswerkplaats was eerst in Semarang gevestigd en werd rond 1915 verplaatst naar Jogjakarta. Een kleine werkplaats was er in Cepu. De technische staf bij de bouw van de spoorwegen was voornamelijk in handen van Nederlandse deskundigen terwijl bij de aanleg gebruik werd gemaakt van de plaatselijke bevolking.

## Geschiedenis
Vanaf ongeveer 1830 ging de stad een grotere rol bij de export spelen. Dit was deels het gevolg van de introductie van het Cultuurstelsel, deels door het einde van de Java-oorlog. Zo kwamen er producten uit de residenties langs de noordkust van Midden-Java, die al lang in Nederlandse handen waren, maar ook uit de nieuw gecreëerde residenties in het zuiden van Midden-Java. Tevens kwamen er producten uit de Vorstenlanden waar veel (Indo-)Europese landhuurders zich gevestigd hadden. De verbeterde positie van Semarang werd nog versterkt door de aanleg van de eerste spoorlijn.